# Port lotniczy Ibiza
Port lotniczy Ibiza (hiszp.: Aeropuerto de Ibiza, ang.: Ibiza Airport, kod IATA: IBZ, kod ICAO: LEIB) – międzynarodowe lotnisko obsługujące wyspę Ibizę na Balearach (Hiszpania). W 2006 obsłużyło 4 460 141 pasażerów.

## Udogodnienia
Port lotniczy Ibiza ma tylko jeden terminal. Sklepy, restauracje, wypożyczalnie samochodów i apteka wszystkie z nich znajduje się w strefie operacyjnej lotniska. Niepełnosprawny pasażer może podróżować po wszystkich pomieszczeniach. Istnieją urządzenia do karmienia niemowląt i place zabaw dla dzieci.

## Terroryzm
Po tym, gdy baskijska separatystyczna organizacja ETA ogłosiła koniec swojego jednostronnego zawieszenia broni 5 czerwca 2007, oczekiwano w Hiszpanii nowych ataków terrorystycznych. 30 czerwca 2007 policja na Ibizie za pomocą robota wykonała zdalną inspekcję i, w jednym przypadku, detonację dwóch znalezionych podejrzanych przedmiotów na parkingu w porcie lotniczym Ibiza, w tym pustego pudełka po butach i małego plecaka, po ogłoszeniu przez baskijską gazetę Gara, często wykorzystywaną przez ETA dla doniesień o zamierzonych wybuchach, że otrzymano anonimowe zgłoszenie podłożenia bomby w porcie. Zapobiegawczo zdetonowany plecak okazał się nieszkodliwym, jednak ten fałszywy alarm wymógł ewakuację portu i tymczasowe zawieszenie ruchu lotniczego na parę godzin.

## Statystyki

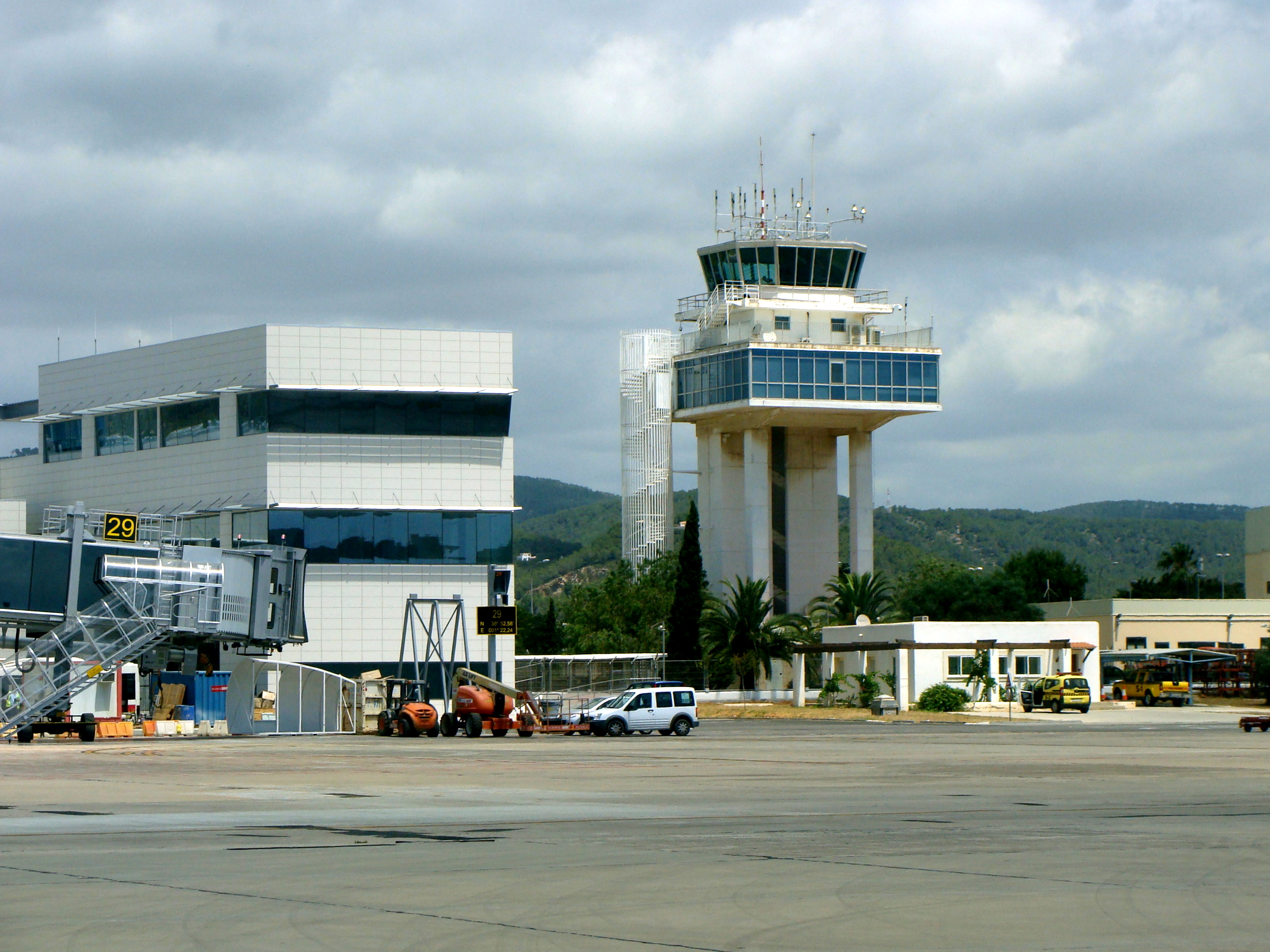

| Rok  | Liczba pasażerów |
| ---- | ---------------- |
| 1997 | 3 556 828        |
| 1998 | 3 780 181        |
| 1999 | 4 185 633        |
| 2000 | 4 475 708        |
| 2001 | 4 472 279        |
| 2002 | 4 094 446        |
| 2003 | 4 157 291        |
| 2004 | 4 171 580        |
| 2005 | 4 164 703        |
| 2006 | 4 460 141        |
| 2007 | 4 765 625        |
| 2008 | 4 647 487        |
| 2009 | 4 572 819        |
| 2010 | 5 040 800        |
| 2011 | 5 643 180        |
| 2012 | 5 555 048        |
| 2013 | 5 726 581        |

- Źródło:[4]

## Linie lotnicze i kierunki lotów
| Linia Lotnicza                | Kierunek |
| ----------------------------- | --- |
| Aegean Airlines               | Sezonowo: 1. Ateny |
| Air Europa                    | 1. Madryt 2. Palma de Mallorca Sezonowo: 1. Bilbao |
| Air France                    | Sezonowo: 1. Paryż-Charles de Gaulle 2. Paryż-Orly |
| ASL Fly Executive             | Sezonowo: 1. Antwerpia |
| Aurigny Air Services          | Sezonowo: 1. Guernsey |
| Austrian Airlines             | Sezonowo: 1. Wiedeń |
| Binter Canarias               | Sezonowo: 1. Gran Canaria |
| Blue Islands                  | Sezonowo: 1. Jersey |
| British Airways               | 1. Londyn-City Sezonowo: 1. Londyn-Gatwick 2. Londyn-Heathrow |
| Brussels Airlines             | Sezonowo: 1. Bruksela |
| Chair Airlines                | Sezonowo: 1. Zurych |
| Condor                        | Sezonowo: 1. Frankfurt 2. Monachium 3. Zurych |
| Corendon Dutch Airlines       | Sezonowo: 1. Amsterdam |
| EasyJet                       | Sezonowo: 1. Amsterdam 2. / Bazylea 3. Belfast-International 4. Berlin 5. Bordeaux 6. Bristol 7. Genewa 8. Lizbona 9. Londyn-Gatwick 10. Londyn-Luton 11. Lyon 12. Manchester 13. Mediolan-Malpensa 14. Nantes 15. Neapol 16. Nicea 17. Porto 18. Tuluza 19. Wenecja |
| Edelweiss Air                 | Sezonowo: 1. Zurych |
| Eurowings                     | 1. Düsseldorf Sezonowo: 1. Berlin 2. Kolonia/Bonn 3. Hamburg 4. Salzburg 5. Stuttgart |
| Eurowings Discover            | Sezonowo: 1. Frankfurt 2. Monachium |
| Iberia                        | 1. Alicante 2. Palma de Mallorca 3. Walencja Sezonowo: 1. León 2. Malaga 3. Menorka 4. Valladolid 5. Vigo |
| Iberia Express                | 1. Madryt |
| Jet2.com                      | Sezonowo: 1. Belfast-International 2. Birmingham 3. Bristol 4. East Midlands 5. Edynburg 6. Glasgow 7. Leeds/Bradford 8. Liverpool (od 3 maja 2024) 9. Londyn-Stansted 10. Manchester 11. Newcastle |
| KLM                           | Sezonowo: 1. Amsterdam |
| Lufthansa                     | Sezonowo: 1. Frankfurt 2. Monachium |
| Luxair                        | Sezonowo: 1. Luksemburg |
| Neos                          | Sezonowo: 1. Bolonia 2. Mediolan-Malpensa 3. Werona |
| Norwegian Air Shuttle         | Sezonowo: 1. Oslo-Gardermoen |
| People's                      | Sezonowo: 1. St. Gallen-Altenrhein |
| Ryanair                       | 1. Alicante 2. Barcelona 3. Madryt 4. Malaga 5. Sewilla 6. Walencja Sezonowo: 1. Bari 2. Paryż-Beauvais 3. Mediolan-Bergamo 4. Berlin 5. Billund 6. Birmingham 7. Bolonia 8. Bordeaux 9. Bristol 10. Bruksela-Charleroi 11. Dublin 12. Edynburg 13. Eindhoven 14. Frankfurt-Hahn 15. Leeds/Bradford 16. Liverpool 17. Londyn-Stansted 18. Manchester 19. Marsylia 20. Newcastle 21. Norymberga 22. Piza 23. Rzym-Fiumicino 24. Santiago de Compostela 25. Treviso 26. Tuluza 27. Turyn 28. Wiedeń 29. Weeze |
| Scandinavian Airlines System  | Sezonowo: 1. Sztokholm-Arlanda |
| Sky Alps                      | Sezonowo: 1. Bolzano |
| Smartwings                    | Sezonowe czartery: 1. Praga |
| Swiss International Air Lines | Sezonowo: 1. Genewa |
| TAP Portugal                  | Sezonowo: 1. Lizbona |
| Transavia.com                 | 1. Amsterdam 2. Eindhoven Sezonowo: 1. Bruksela 2. Paryż-Orly 3. Rotterdam |
| Travelcoup                    | Sezonowo: 1. Monachium 2. Zurych (od 18 sierpnia 2023) |
| TUI Airways                   | Sezonowo: 1. Belfast-International 2. Birmingham 3. Bournemouth 4. Bristol 5. Cardiff 6. East Midlands 7. Glasgow 8. Londyn-Gatwick 9. Londyn-Stansted 10. Manchester 11. Newcastle 12. Norwich Sezonowe czartery: 1. Dublin |
| TUI fly Belgium               | Sezonowo: 1. Antwerpia 2. Bruksela 3. Ostenda/Brugia |
| TUI fly Deutschland           | Sezonowo: 1. Düsseldorf 2. Hanower |
| TUI fly Netherlands           | Sezonowo: 1. Amsterdam |
| Uep Fly                       | 1. Menorka 2. Palma de Mallorca |
| Volotea                       | Sezonowo: 1. Asturia 2. Bilbao 3. Santander |
| Vueling Airlines              | 1. Alicante 2. Barcelona 3. Bilbao 4. Madryt 5. Malaga 6. Paryż-Orly 7. Sewilla 8. Walencja Sezonowo: 1. Amsterdam 2. Asturia 3. Genewa 4. Lizbona 5. Mediolan-Malpensa 6. Rzym-Fiumicino 7. Santiago de Compostela |
| Wizz Air                      | Sezonowo: 1. Katowice 2. Neapol 3. Rzym-Fiumicino |